# A Darkling Plain
A Darkling Plain é um romance inglês de fantasia escrito por Philip Reeve, originalmente publicado em 2006, e o primeiro volume da série Mortal Engines Quartet.

## Personagens principais
- Tom Natsworthy
- Hester Shaw
- Wren Natsworthy
- Theo Ngoni
- Stalker Fang